# الجيب الوريدي
الجيب الوريدي (يسمى أيضًا جيب الوريد الأجوف) هو جزء الأذين الأيمن في قلب الإنسان البالغ  حيث يكون السطح الداخلي الأمامي  للأذين الأيمن أملسًا،  بينما يكون باقي السطح الداخلي (أي الخلفي) خشنًا  بسبب وجود العضلات المشطية. يمثل الجيب الوريدي الجزء من قلب الشخص البالغ الذي يتطور من القرن الجيبي الأيمن للجيب الوريدي الجنيني. يحد الجيب الوريدي عن بقية الأذين الأيمن بواسطة القمة الطرفية (داخليًا) والثلم الطرفي (خارجيًا).